# Yvonne Pijahn
Yvonne Pijahn, geb. Sehmisch (* 3. Juni 1974 in Herzberg/Elster, Bezirk Cottbus, DDR) ist eine deutsche Behinderten-Sportlerin. Sie ist mehrfache deutsche Meisterin und errang zahlreiche weitere nationale sowie internationale Erfolge im Rollstuhlsport. Außerdem nahm sie an den Paralympics der Jahre 2000, 2004 und 2008 teil.

## Leben und sportliche Laufbahn
Yvonne Pijahn wurde in Herzberg/Elster geborene und ist seit ihrer Geburt querschnittsgelähmt. In ihrer Kindheit besuchte sie die Schule für Körperbehinderte in Hoyerswerda. Erste Wettkampferfahrungen sammelte sie bei Meisterschaften der Behindertenschulen, wo sie in einem gewöhnlichen Rollstuhl unter anderem auch erste und zweite Plätze im Sprint belegen konnte. Sie erlernte in der Folgezeit in Potsdam den Beruf der Kauffrau für Bürokommunikation.
Kurz nach der Wende während ihrer Lehrzeit durch das Fernsehen auf den Spitzensport aufmerksam geworden, begann sie regelmäßig Leichtathletik zu betreiben, nun in einem für den Wettkampfsport tauglichen Rennrollstuhl. Nachdem sie sich zunächst dem ESV Lok Cottbus angeschlossen hatte, begann sie nun auch Rennen zu fahren und nahm schließlich 1993 in St. Augustin erstmals an den Deutschen Meisterschaften teil. Im selben Jahr wechselte sie zum Leichtathletik Club Cottbus (LC Cottbus).
Zunächst noch relativ erfolglos begann sie mit einer professioneller werdenden Vorbereitung und besserem Wettkampf- und Trainingsmaterial ab etwa der Mitte der 1990er-Jahre sich als Rollstuhlathletin im nationalen Spitzensport zu etablieren. Trainiert wurde sie zu Hause von ihrem Bruder Torsten Sehmisch. Ab 1996 folgten internationale Wettkämpfe und bald auch dort Erfolge. Sie schaffte es schließlich in die deutsche Nationalmannschaft. Nachdem sie für die 1996 in Atlanta stattfindenden Sommer-Paralympics noch nicht berücksichtigt worden war, folgten schließlich Teilnahmen in Sydney (2000), in Athen (2004) und in Peking (2008).
Bei den IPC Leichtathletik-WM 2011 im neuseeländischen Christchurch erreichte sie einen 7. und einen 9. Platz. Die damalige Weltranglistenvierte wurde dann allerdings letztlich nicht für die Paralympics 2012 in London berücksichtigt.
Im Jahre 2002 fand sie eine zivile Anstellung beim Bundeswehrfliegerhorst in Holzdorf. 2013 heiratete sie ihren langjährigen Partner Matthias Pijahn. Kurze Zeit nach ihrer Hochzeit beendete sie, inzwischen unter dem Namen Yvonne Pijahn und für ihren neuen Verein den Brandenburgischen Präventions- und Rehabilitationssportverein (BPRSV) Cottbus startend, ihre Karriere in der Leichtathletik. Nach jahrelangen Erfolgen im Rennrollstuhlsport stieg sie nun auf das zum Radrennsport zählende Handbike um, wo sie bereits bei ihrem ersten Europacup-Rennen in Prag den ersten Erfolg feiern konnte.

## Erfolge (Auswahl)

### Rollstuhl

#### Marathon
- Berlin-Marathon 2001[16][16]
- Berlin-Marathon 2002[16]
- Hamburg-Marathon 2002
- Berlin-Marathon 2003[11][16]
- Hamburg-Marathon 2003
- Beppu-Ōita-Marathon 2004 in Japan[17]
- Hamburg-Marathon 2004
- Berlin-Marathon 2005[16]
- Hamburg-Marathon 2005
- Hamburg-Marathon 2006
- Hamburg-Marathon 2007
- Berlin-Marathon 2009[16]
- Berlin-Marathon 2012[18][16]

#### Halbmarathon
- Weltmeisterschaft in Lissabon 2008[3]

#### Sprint
- IPC-Weltmeisterschaften 1998: 5. Platz – 100 m[1]
- Sommer-Paralympics 2000 in Sydney:  – 100 m,  – 200 m, 5. Patz-400 m[4][1][19]
- IPC-Europameisterschaften in Assen 2003:  – 100 m,  – 400 m,  – 200 m,  – 1500 m[11]
- Sommer-Paralympics 2004 in Athen: 4. Platz – 100 m, 6. Platz – 200 m[19][17]
- Sommer-Paralympics 2008 in Peking: 7. Platz – 100 m, 6. Platz – 200 m[19]
- Europameisterschaften 2011:  – 100 m.[3]
- IPC-Europameisterschaften 2012 in Stadskanaal:  – 100 m
- IPC-Weltmeisterschaften 2011 in Christchurch: 7. Platz – 100 m, 9. Platz – 400 m[6][7][8]

### Liegebike (Handbike)
- Para-cycling European Cup Prag 2015: 1. Platz (Leistungsklasse H4)

## Ehrungen
- Dritte bei der Wahl zur „Cottbuser Sportlerin des Jahres“ 2002[11]
- Dritte bei der Wahl zur „Cottbuser Sportlerin des Jahres“ 2003[11]